# Pia Ingström
Pia Ingström, född 1958, är en finlandssvensk journalist och författare. Sedan 2000 arbetar hon som litteraturredaktör på Hufvudstadsbladet.
Hon har studerat journalistik, socialantropologi och litteratur i Helsingfors och Åbo. Ingström tilldelades Karin Gierows pris för år 2020.